# Seznam hlav států v roce 2006

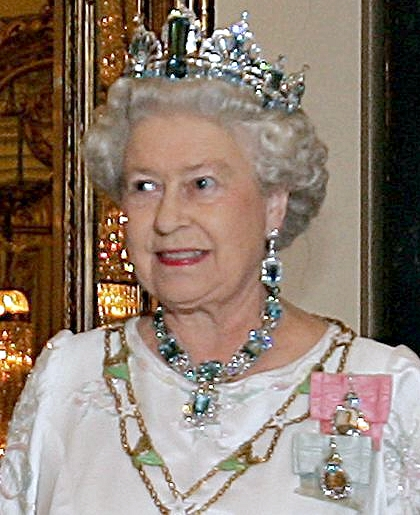
Alžběta II.

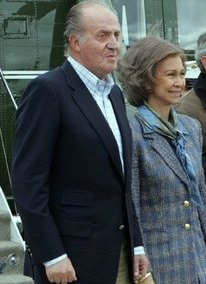
Král Juan Carlos I. s chotí

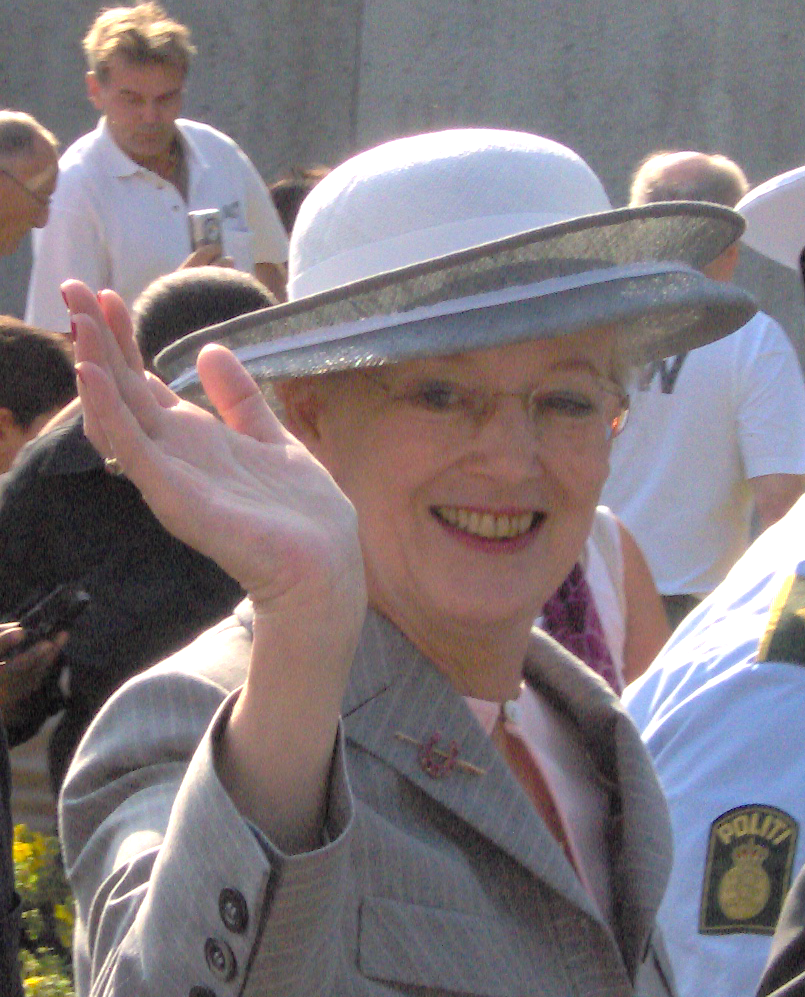
Dánská královna Markéta II.

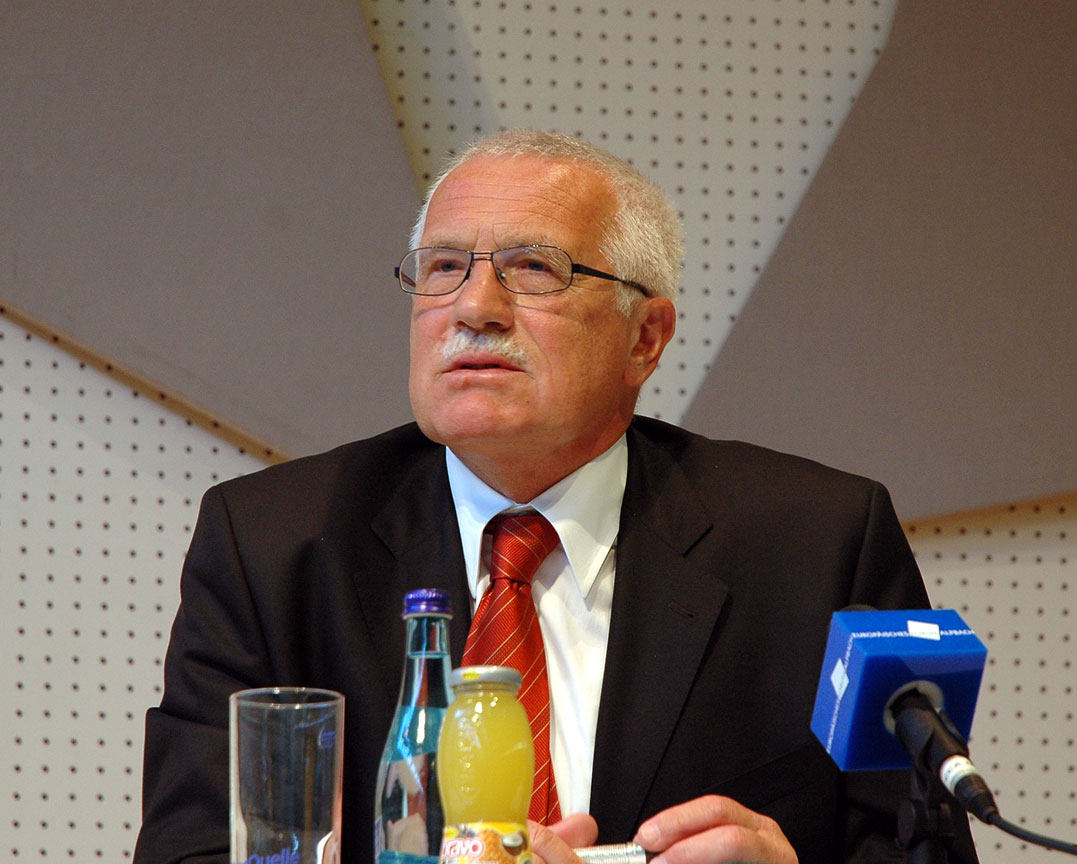
Václav Klaus

Dále na stránce najdete seznam hlav států a organizací v roce 2006.

## Státy

### Evropa
- Albánie – Alfred Moisiu
- Andorra – Jacques Chirac a Mons. Joan Enric Vives Sicília
- Belgie – Albert II.
- Bělorusko – Alexandr Lukašenko
- Bosna a Hercegovina
  - Chorvaté – Ivo Miro Jović
  - Bosňané – Sulejman Tihić
  - Srbové – Borislav Paravac
- Bulharsko – Rosen Plevneliev
- Černá Hora – Filip Vujanović
- Česko – Václav Klaus
- Dánsko – královna Markéta II.
- Estonsko – Arnold Rüütel
- Finsko – Tarja Halonenová
- Francie – Jacques Chirac
- Chorvatsko – Stjepan Mesić
- Irsko – Máire Mhic Ghiolla Íosa
- Island – Ólafur Ragnar Grímsson
- Itálie – Giorgio Napolitano
- Lichtenštejnsko – kníže Hans Adam II.
- Litva – Valdas Adamkus
- Lotyšsko – Vaira Vīķe-Freibergová
- Lucembursko – velkovévoda Henri
- Maďarsko – László Sólyom
- Makedonie – Branko Crvenkovski
- Malta – Edward Fenech Adami
- Moldavsko – Vladimir Voronin
- Monako – kníže Albert II.
- Německo – Horst Köhler
- Nizozemsko – královna Beatrix
- Norsko – král Harald V.
- Polsko – Lech Kaczyński
- Portugalsko – Cavaco Silva
- Rakousko – Heinz Fischer
- Rumunsko – Traian Băsescu
- Rusko – Vladimir Putin
- Řecko – Karolos Papulias
- San Marino – kapitáni Antonello Bacciocchi a Claudio Muccioli
- Slovensko Ivan Gašparovič
- Slovinsko Janez Drnovšek
- Spojené království – královna Alžběta II.
- Srbsko – Boris Tadić
- Španělsko – král Juan Carlos I.
- Švédsko – král Karel XVI. Gustav
- Švýcarsko – Moritz Leuenberger
- Turecko – Ahmed Necdet Sezer
- Ukrajina – Viktor Juščenko
- Vatikán – papež Benedikt XVI.

- Kosovo – Fatmir Sejdiu
- Podněstří – Igor Nikolajevič Smirnov
- Srbsko a Černá Hora (do 5. června 2006) – Svetozar Marović

### Asie
- Afghánistán – Hamíd Karzáí
- Arménie – Robert Kočarjan
- Ázerbájdžán – Ilham Alijev

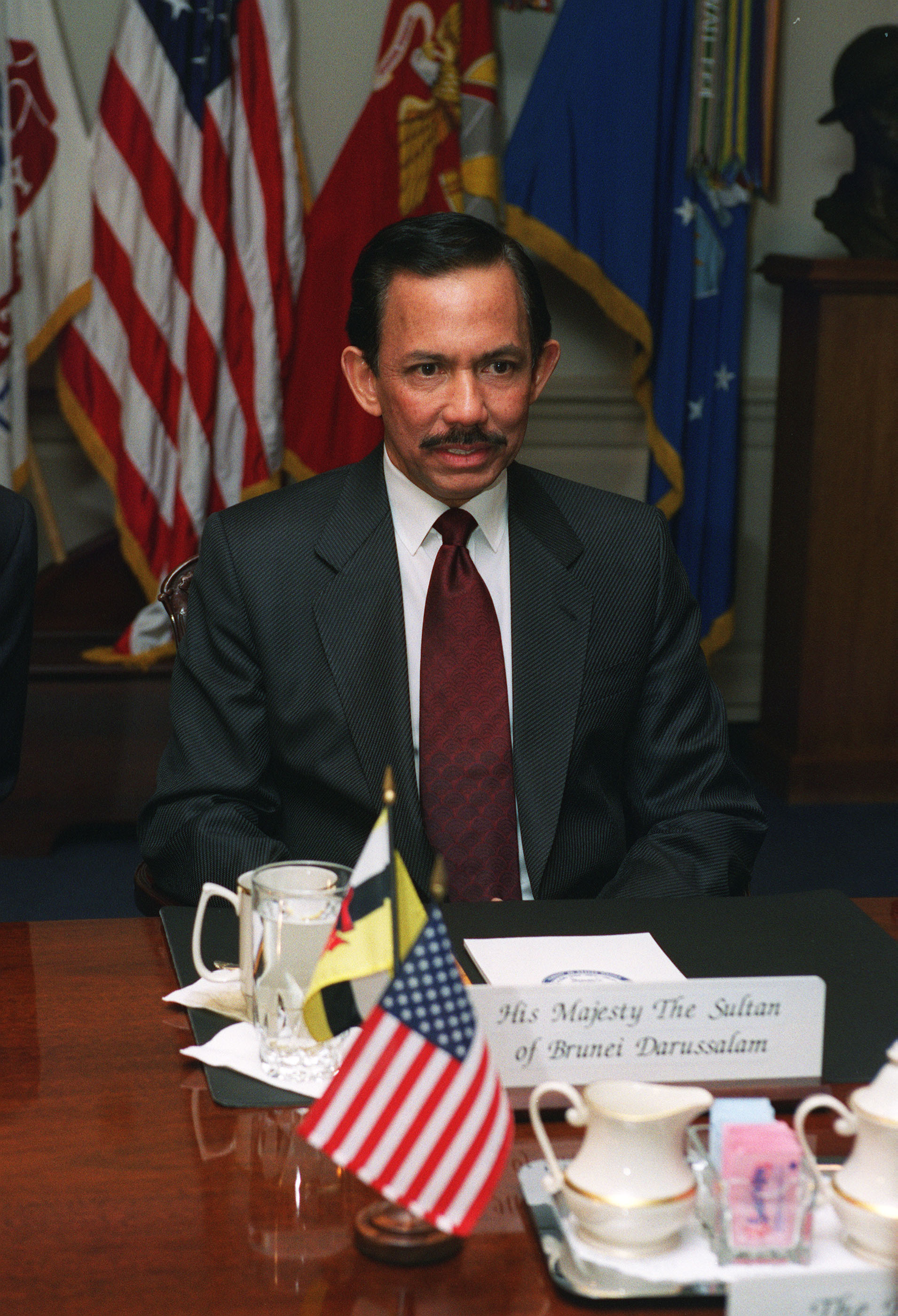
Brunejský sultán Hassanal Bolkiah

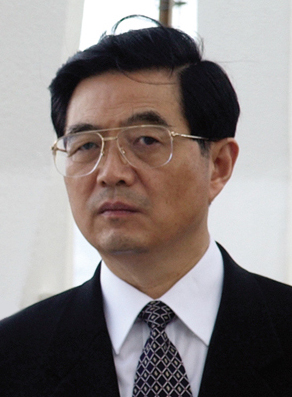
Chu Ťin-tchao

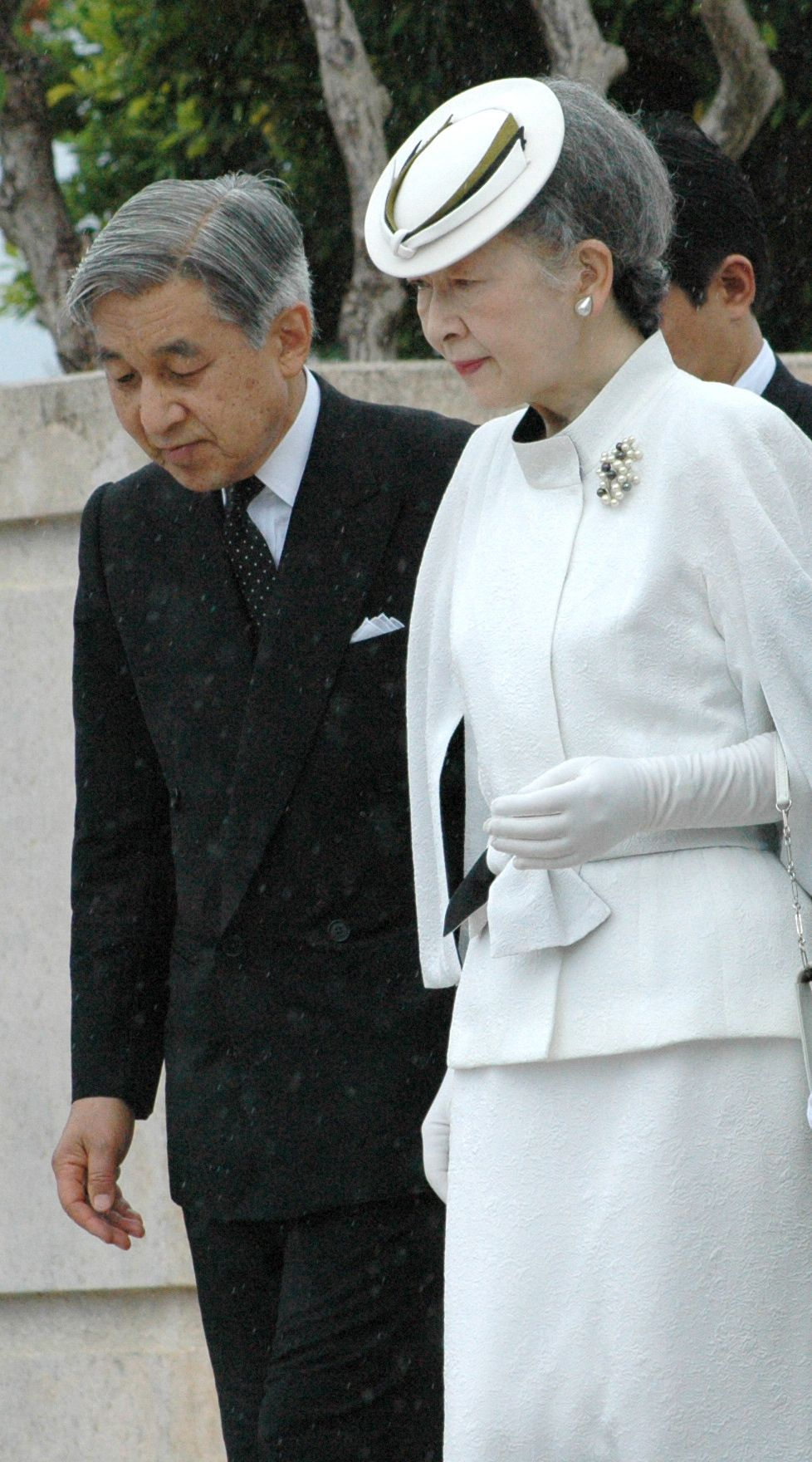
Císař Akihito s chotí

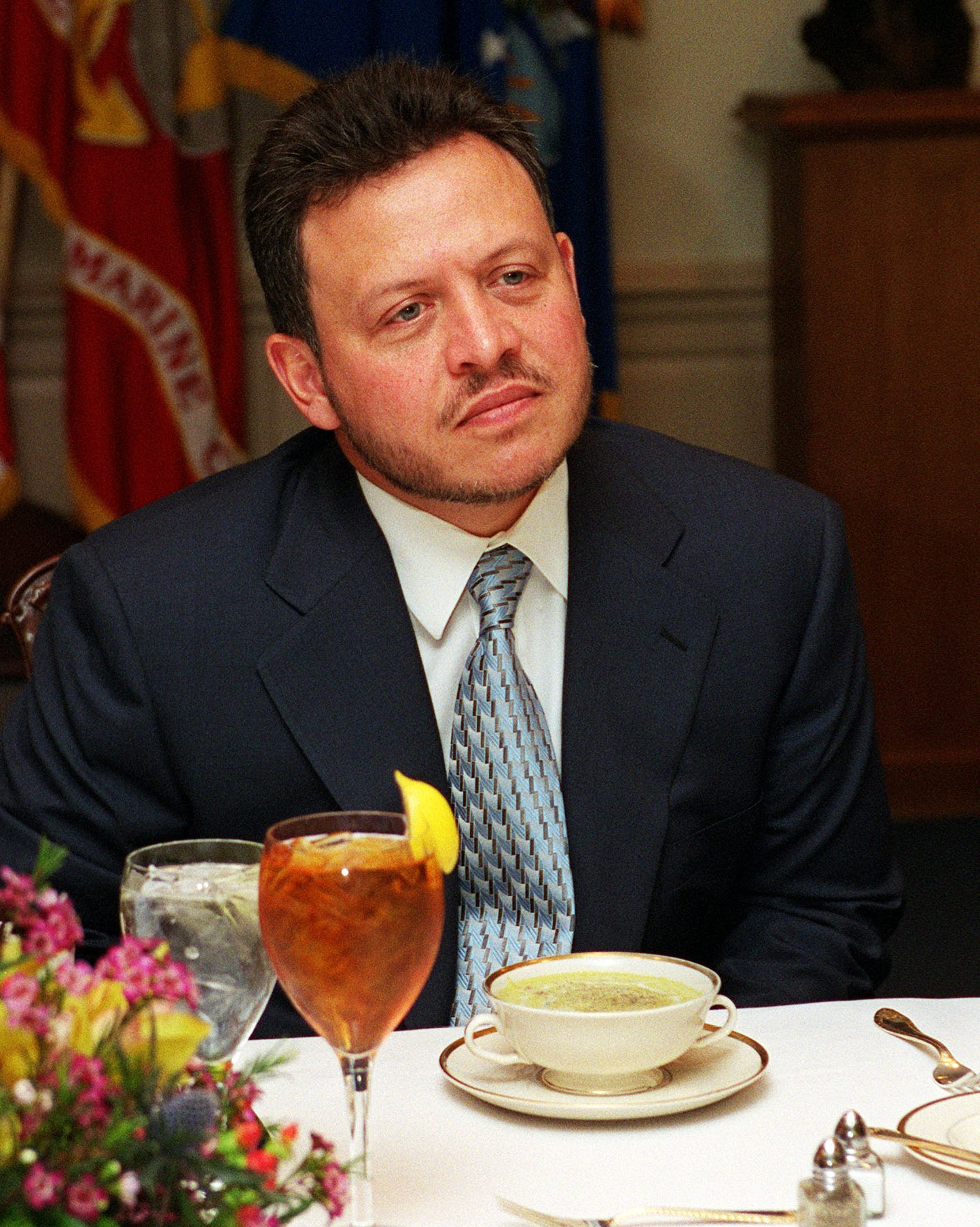
Jordánský král Abdulláh II.

- Bahrajn – Hamad bin Ísá Ál Chalífa
- Bangladéš – Iajuddin Ahmed
- Bhútán – Džigme Sengge Wangčhug
- Brunej – sultán Hassanal Bolkiah
- Čína – Chu Ťin-tchao
- Filipíny – Gloria Macapagal-Arroyová
- Gruzie – Michail Saakašvili
- Indie – Abdul Kalám
- Indonésie – Susilo Bambang Yudhoyono
- Irák – Džalál Talabání
- Írán – Mahmúd Ahmadínežád
- Izrael – Moše Kacav
- Japonsko – císař Akihito
- Jemen – Alí Abdalláh Sálih
- Jižní Korea – No Mu-hjon
- Jordánsko – král Abdaláh II.
- Kambodža – král Norodom Sihamoni
- Katar – emír Hamád as-Sání
- Kazachstán – Nursultan Nazarbajev
- Kuvajt – Sabah al-Ahmad al-Jabír al-Sabah
- Kypr – Tassos Papadopulos
- Kyrgyzstán – Kurmanbek Bakijev
- Laos – Choummali Saignason
- Libanon – Emil Lahúd
- Malajsie – Tuanku Syed Sarajuddin
- Maledivy – Maumoon Abdul Gayoom
- Mongolsko – Nambaryn Enchbajar
- Myanmar – Than Šwei
- Nepál – Gjánéndra
- Omán – Kábús bin Saíd
- Pákistán – Parvíz Mušaraf
- Saúdská Arábie – král Abdalláh
- Severní Korea – Kim Čong-il
- Singapur – Sellapan Rama
- Spojené arabské emiráty – Chalífa bin Zájid Ál Nahján
- Sýrie – Bašár al-Asad
- Srí Lanka – Mahinda Radžapakse
- Tádžikistán – Imomali Rachmonov
- Thajsko – král Rama IX.
- Turkmenistán – Saparmurad Nijazov
- Uzbekistán – Islam Karimov
- Vietnam – Nguyen Minh Triet
- Východní Timor – Xanana Gusmao

- Abcházie – Sergej Bagapš
- Jižní Osetie – Eduard Kokojty
- Náhorní Karabach – Arkady Ghoukasyan
- Palestinská autonomie – Mahmúd Abbás
- Tchaj-wan – Čchen Šuej-pien

### Afrika
- Alžírsko – Abdelazíz Buteflika
- Angola – José Eduardo dos Santos
- Benin – Yayi Boni
- Botswana – Festus Mogae
- Burundi – Domitien Ndayizeye
- Burkina Faso – Blaise Compaoré
- Čad – Idriss Déby
- Demokratická republika Kongo – Joseph Kabila
- Džibutsko – Ismaïl Omar Guelleh
- Egypt – Husní Mubárak
- Eritrea – Isáias Afworki
- Etiopie – Gərma Wăldä Giyorgis
- Gabon – Omar Bongo
- Gambie – Yahya Jammeh
- Ghana – John Kufuor
- Guinea – Lansana Conté
- Guinea-Bissau – João Bernardo Vieira
- Jihoafrická republika – Thabo Mbeki
- Kamerun – Paul Biya
- Kapverdy – Pedro Pires
- Keňa – Mwai Kibaki
- Komory – Ahmed Abdallah Mohamed Sambi
- Republika Kongo – Denis Sassou-Nguesso
- Lesotho – král Letsie III.
- Libérie – Ellen Johnson-Sirleafová
- Libye – Shukri Ghanem
- Madagaskar – Marek Ravalomanana
- Malawi – Bingu wa Mutharika
- Mali – Amadou Toumani Touré
- Maroko – král Mohamed VI.
- Mauretánie – Ely Ould Mohamed Vall
- Mauricius – sir Anerood Jugnauth
- Mosambik – Armando Guebuza
- Namibie – Hifikepunye Pohamba
- Niger – Tandja Mamadou
- Nigérie – Olesegun Obasanjo
- Pobřeží slonoviny – Laurent Gbagbo
- Rovníková Guinea – Teodoro Obiang Nguema Mbasogo
- Rwanda – Paul Kagame
- Senegal – Abdoulaye Wade
- Seychely – James Michel
- Sierra Leone – Ahmad Tejan Kabbah
- Somálsko – anarchie
- Středoafrická republika – François Bozizé
- Súdán – Umar al-Bašír
- Svatý Tomáš a Princův ostrov – Fradique de Menezes
- Svazijsko – král Mswati III.
- Tanzanie – Benjamin William Mkapa
- Togo – Faure Gnassingbé
- Tunisko – Zín Abidín bin Alí
- Uganda – Yoweri Museveni
- Zambie – Levy Mwanawasa
- Zimbabwe – Robert Gabriel Mugabe

- Somaliland – Daahir Riyaale Kaahin

### Severní Amerika
- Antigua a Barbuda – Alžběta II.
- Aruba – Beatrix Nizozemská
- Bahamy – Alžběta II.
- Barbados – Alžběta II.
- Belize – Alžběta II.

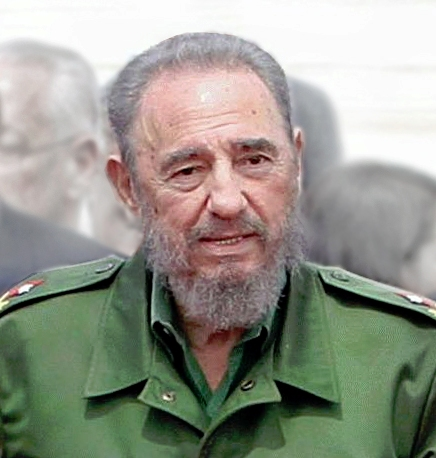
Fidel Castro

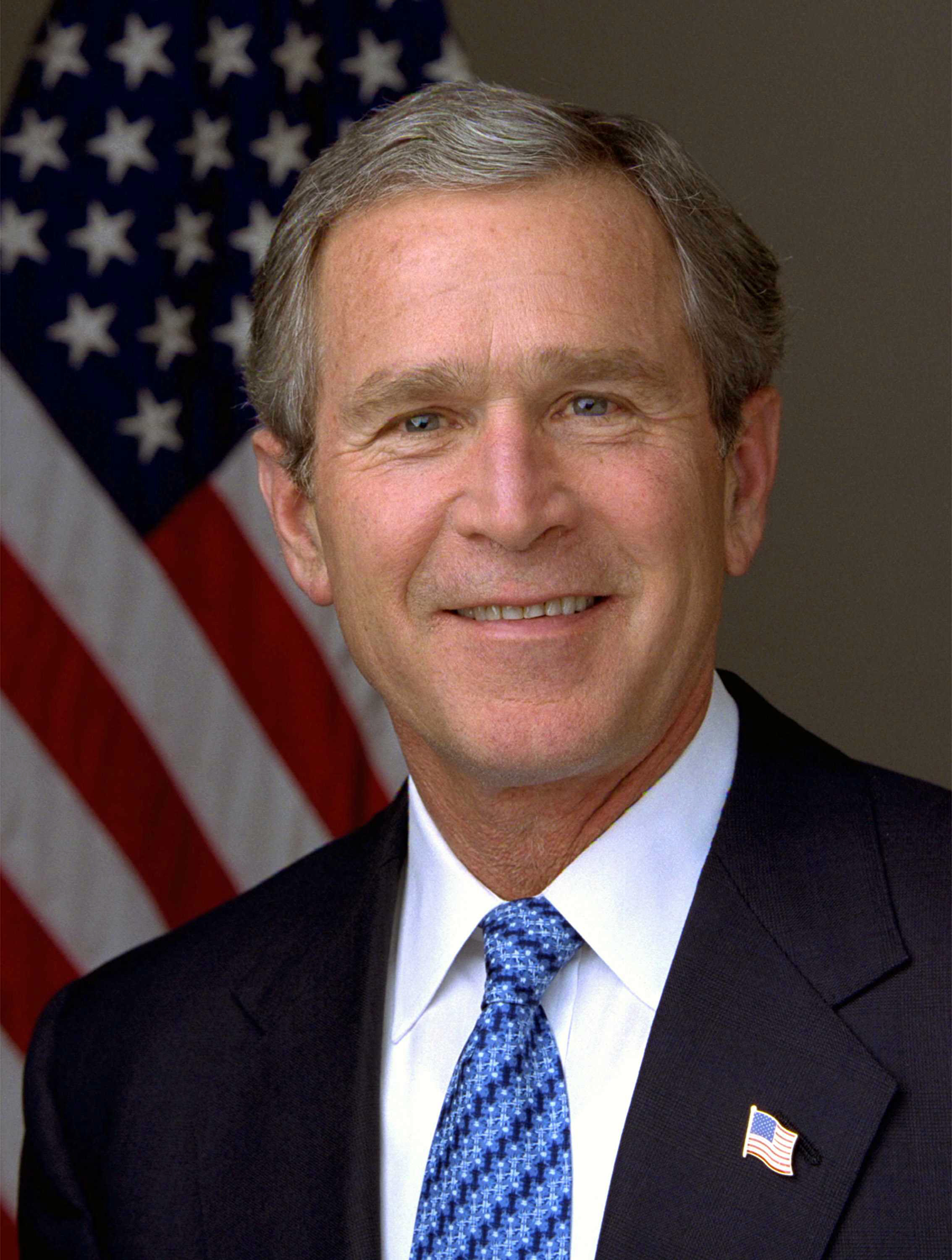
George W. Bush ml.

- Dominika – Nicholas J.O. Liverpool
- Dominikánská republika – Leonel Fernández
- Grenada – Alžběta II.
- Guatemala – Oscar José Rafael Berger Perdomo
- Haiti – Bonifác Alexandre
- Honduras – Ricardo Maduro
- Jamajka – Alžběta II.
- Kanada – Alžběta II.
- Kostarika – Abel Pacecho
- Kuba – Fidel Castro
- Mexiko – Vicente Fox
- Nikaragua – Enrique Bolanos Geyer
- Nizozemské Antily – Beatrix Nizozemská
- Panama – Martín Torrijos Espino
- Salvador – Antonio Saca González
- Spojené státy americké – George Walker Bush
- Svatá Lucie – Alžběta II.
- Svatý Kryštof a Nevis – Alžběta II.
- Svatý Vincenc a Grenadiny – Alžběta II.
- Trinidad a Tobago – George Maxwell Richards

### Jižní Amerika
- Argentina – Néstor Kirchner
- Bolívie – Evo Morales Aima
- Brazílie – Luiz Inácio Lula da Silva
- Ekvádor – Lucio Gutierrez
- Guyana – Bharrat Jagdeo
- Chile – Michelle Bacheletová
- Kolumbie – Álvaro Uribe Vélez
- Paraguay – Nicanor Duarte Frutos
- Peru – Alejandro Toledo
- Surinam – Runaldo Ronald Venetiaan
- Uruguay – Tabaré Vázquez
- Venezuela – Hugo Chavez Frías

### Austrálie a Oceánie
- Austrálie – Alžběta II.
- Federativní státy Mikronésie – Joseph J. Urusemal
- Fidži – Ratu Josefa Iloilo
- Kiribati – Anote Tong
- Marshallovy ostrovy – Kessai Note
- Nauru – Ludwig Scotty
- Nový Zéland – Alžběta II.
- Palau – Tommy Remengesau
- Papua Nová Guinea – Alžběta II.
- Samoa – Malietoa Tanumafili II.
- Šalomounovy ostrovy – Alžběta II.
- Tonga – Taufa'ahau Tupou IV.
- Tuvalu – Alžběta II.
- Vanuatu – Kalkot Matas Kelekele

## Náboženští vůdci

### Křesťané

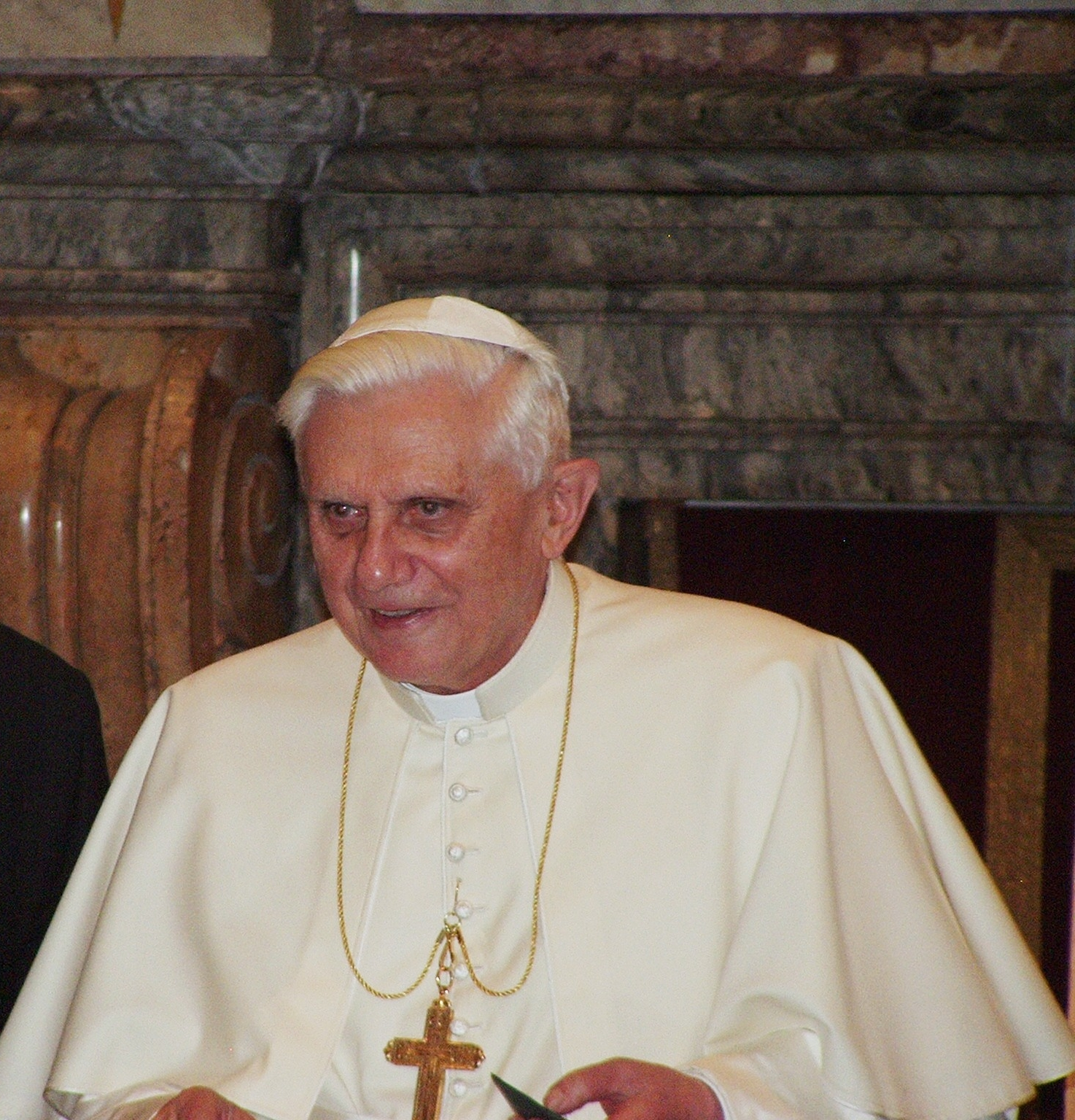
Papež Benedikt XVI.

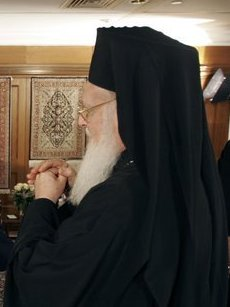
Bartoloměj I., Patriarcha konstantinopolský

#### Katolíci
- Římskokatolická církev – papež Benedikt XVI.
- Koptská katolická církev – Antonios, patriarcha alexandrijský
- Etiopská katolická církev – Berhaneyesus Demerew, arcibiskup z Addis Abeba
- Maronitská katolická církev – Nasrallah Sfeir, Maronitský patriarcha
- Syrská katolická církev – Ignácius Petr VIII., patriarcha antiochijský
- Arménská katolická církev – Nerses Bedros XIX., patriarcha katolických Arménů
- Čínská katolická církev – neobsazeno
- Řecká katolická církev – Anarghyros Printesis, exarcha aténský
- Makedonská katolická církev – Kiro Stojanov, apoštolský exarcha v Makedonii
- Ruská katolická církev – neobsazeno
- Český apoštolský exarchát Řeckokatolické církve – Ladislav Hučko, apoštolský exarcha v České republice
- Turecká katolická církev – neobsazeno
- Srbská katolická církev – Djura Dždudžar, apoštolský exarcha v Srbsku a Černé Hoře
- Gruzínská katolická církev – neorganizovaná hierarchie
- Babylonská církev – Emanuel III. Delly
- Syrskomalabarská katolická církev – Varkey Kardinál Vithayathil
- Řád maltézských rytířů – Andrew Bertie
- Řád německých rytířů – Bruno Platter

##### Katolíci mimo komunikaci s Římem
- Americká katolická církev – Lawrence J. Harms
- Prastará apoštolská komunita – Antonín I.
- Liberální mezinárodní katolická církev – Charles Finn

#### Východní ortodoxní církve
- Konstantinopol – Bartoloměj I.
- Alexandrie – Teodor II., patriarcha Alexandrie a celé Afriky
- Antiochie – Ignác IV., patriarcha Antiochie a celého Východu
- Jeruzalém – Theofilos III., patriarcha Jeruzaléma a celé Palestiny
- Moskva – Alexij II. patriarcha Moskvy a celého Ruska
- Bělehrad – Pavel, patriarcha Bělehradu a celého Srbska
- Rumunsko – Teocist, metropolita Valašska a Dobrudže, patriarcha celého Rumunska
- Bulharsko – Maxim, patriarcha Sofie a celého Bulharska
- Gruzie – Ilja II., patriarcha Tbilisi a celé Gruzie
- Řecko – Christodoulos, patriarcha Atén a celého Řecka
- Polsko – Sáva, metropolita Varšavy a celého Polska
- Arménská apoštolská církev – Karekin II. v Arménii a Aram I. v Kilíkii
- Asyrská východní církev – Mar Dinkha IV.
- Stolice Svatého Marka – papež Shenouda III.
- Etiopská pravoslavná církev – Abune Paulos
- Syrská pravoslavná církev – Ignác Zakka I.

#### Protestanti
- Anglikánská církev – Rowan Williams, arcibiskup z Canterbury
- Světová luteránská federace – Mark Hanson
- Adventisté sedmého dne – Jan Paulsen
- Metodisté – Peter D. Weaver
- Církev Ježíše Krista Svatých posledních dnů – Gordon Hinckley

### Buddhismus
- Dalajláma – Tändzin Gjamccho, 14. dalajláma
- Pančhenlama – Gendün Čhökji Ňima, 11. pančhenláma